# Křídlo (biologie)

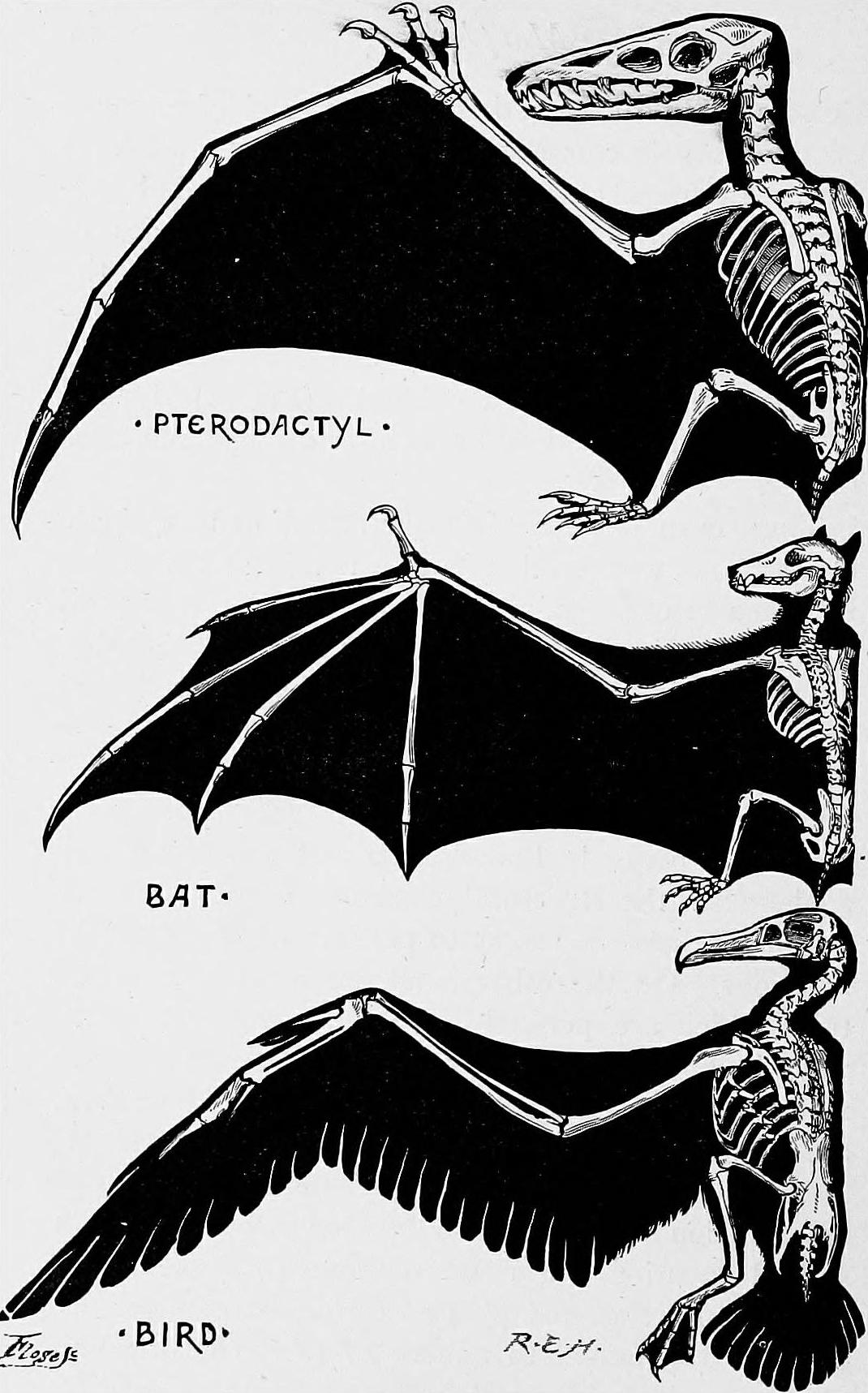
Diagram homologiních křídel tří skupin létajících obratlovců, z nichž jedna je již vyhynulá: (1) ptakoještěr (Pterosauria), (2) netopýr (Chiroptera), (3) pták (Aves)

Křídlo (alae) je v zoologii označení pro specializované přední končetiny živočichů, které slouží především k vytvoření potřebné aerodynamické síly pro let vzduchem. Někdy má však i jiné funkce. Mezi významné skupiny živočichů s křídly patří zejména ptáci, hmyz, netopýři a ptakoještěři.

## Evoluce křídel
Obecně se má za to, že se křídla vyvinula čtyřikrát a nezávisle. Podobný tvar křídel je tedy příkladem konvergentní evoluce, křídla různých skupin živočichů jsou si pouze analogická (podobná funkcí), nikoliv zděděná od společného předka. Tyto čtyři skupiny jsou:
- Hmyz, vznik někdy mezi 300–400 milióny lety [2]
- Ptakoještěři, minimálně před 225 miliony lety, kdy tato skupina vznikla
- Ptáci, před 150 miliony lety [3]
- Letouni, před více než 50 milióny lety[4]

## Křídla z pohledu fyziky
Princip letu živočichů je v zásadě podobný jako v případě letadel. Dynamický vztlak vzniká prouděním vzduchu na křídla. Stoupání do výšky je způsobeno tím, že křídla jsou nahoře vyklenutá (konvexní) a dole vydutá (konkávní). Proto vzduch nad křídlem vykonává delší dráhu a vzduch nahoře a dole mají rozdílné tlaky. Tím vzniká vztlaková síla, která zvedá křídlo .
Let naopak zpomaluje tření vzduchu s tělem živočicha, tvarový odpor a indukovaný odpor (způsobený vířením vzduchu na špičce křídel). Omezením pro létání je tedy hmotnost a tvar živočicha (aerodynamický tvar).
Ptáci dovedou měnit tvar křídel reorientací jednotlivých obrysových per v průběhu letu, tento mechanismus však ještě není plně pochopen a objasněn.

## Rekordy související s křídly

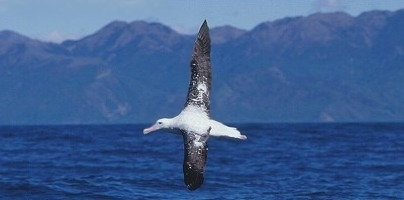
Albatros stěhovavý (Diomedea exulans) má největší rozpětí z dnes žijících ptáků.

Z ptakoještěrů měli největší rozpětí křídel rody Quetzalcoatlus a Hatzegopteryx, jejichž zástupci měli rozpětí asi 10 až 13 metrů.
Největší rozpětí křídel ze současných ptáků má albatros stěhovavý (Diomedea exulans), a to až 3,7 metru. Díky nim může plachtit ve vzduchu několik hodin a na jeden metr klesání urazí vpřed 22 metrů . Tím je největším aktivně létajícím živočichem současnosti, v pravěku to byl z ptáků obří mrchožrout příbuzný dnešním kondorům Argentavis magnificens ze skupiny teratornů, jehož rozpětí dosahovalo až 6,1 metru. Naopak nejmenší rozpětí křídel má kolibřík kalypta nejmenší (Mellisuga helenae), jen 3,25 cm .
Z letounů mají největší rozpětí někteří kaloni rodu Pteropus, a to až 1,8 metru. Nejmenším netopýrem je netopýrek thajský (Craseonycteris thonglongyai) s rozpětím méně než 15,2 cm.
Z motýlů mají největší rozpětí motýl ptakokřídlec alexandřin (Ornithoptera alexandrae) a tyza velká (Thysania agrippina) , oba shodně 31 cm, nejmenší rozpětí má naopak drobný motýl Stigmella ridiculosa (rozpětí jen 2 mm) .
Nejtěžším létajícím živočichem současnosti je drop velký, který váží až 21 kg. Nejrychleji ze všech ptáků máchají křídly kolibříci, až 200krát za sekundu.

## Křídlo ptáků

Siluety ptáků v letu, dokazující různá uzpůsobení tvaru křídel pro různé typy letu.

topografie ptačího křídla, s důrazem na peří. - specializovaná pera:
1. ruční letky
2. velké ruční krovky
3. letky křídélka
4. předloketní letky
5. velké předloketní krovky
6. střední krovky
7. malé krovky
8. ramenní peruť

Křídla jsou charakteristickým znakem ptáků, i když ne všichni ptáci je dokážou využívat k letu. Mezi nelétavé ptáky patří v současnosti asi 40 druhů ptáků, z nichž jsou nejznámější pštros, emu, nandu, kasuár, kivi a tučňáci.

### Přizpůsobení k letu
Téměř všechny části ptačího těla jsou přizpůsobeny k létání . Kosti jsou duté a prostoupené vzduchovými komůrkami a trámčinou. Dokonce se redukovaly některé orgány: samice má jen jeden vaječník, ptáci nemají zuby a podobně. Létání také potřebuje hodně energie a ptáci jsou proto horkokrevní, mají výkonnou dýchací a oběhovou soustavu.
Pro zvýšení výkonu jsou ptačí křídla pokrytá peřím. S vývojem letu se některá obrysová pera funkčně specializovala: nejvýraznější je tato specializace na křídlech a na ocasu ptáka. Zejména dlouhé letky (viz obrázek) slouží k zvýšení plochy křídel.

### Anatomie ptačího křídla
Kostra ptačího křídla se v mnohých ohledech liší od kostry horní končetiny savců. Je to dáno tím, že ptáci používají horní končetinu ve většině případů k jedinému účelu, k letu, na což je křídlo velmi dobře uzpůsobeno. Tak jako u savců je kostra křídla tvořena pletencem (cingulum) a kostmi volné končetiny, tedy vlastního křídla (ossa alae).

## Křídlo letounů

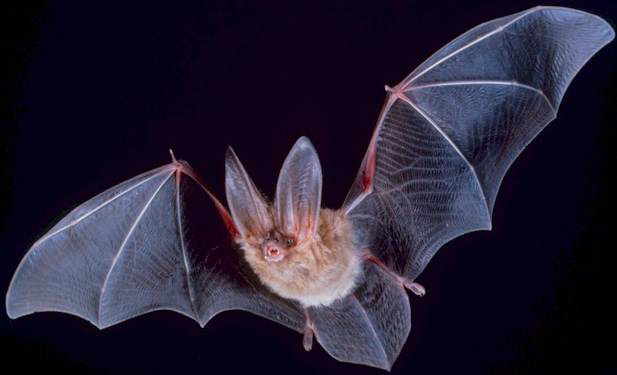
netopýr Townsendův (Plecotus townsendii)

Jedinou skupinou okřídlených savců jsou letouni (netopýři a kaloni), dobří letci, kteří dosahují rychlostí až 55 km/h.
Kosti prstů jsou u letounů mnohem pružnější, než je tomu u ptáků. Důvodem je absence vápníku a dalších minerálů v chrupavkách. Na příčném řezu jsou také kosti prstů zploštělé (nikoliv kulaté), což ještě napomáhá pružnosti křídel. Třetí příčinou je elastičnost kůže, která se může natáhnout více, než je u ostatních savců běžné.
Křídla letounů jsou také mnohem tenčí, než ptačí křídla, a tak mohou letouni velmi dobře manévrovat. Povrch jejich křídel je vybaven tlakovými receptory (Merkelovy buňky). Na rozdíl od savců mají letouni uprostřed těchto tělísek malý chlup, který (jako u páky) ještě zesiluje informace o okolním prostředí. Díky těmto receptorům mohou letouni sbírat informace o okolním vzduchu a podle toho se řídit.
Křídla letounů však obsahují i další významné receptory, které např. umožňují detekovat náraz hmyzu do blány křídel.

## Křídlo hmyzu

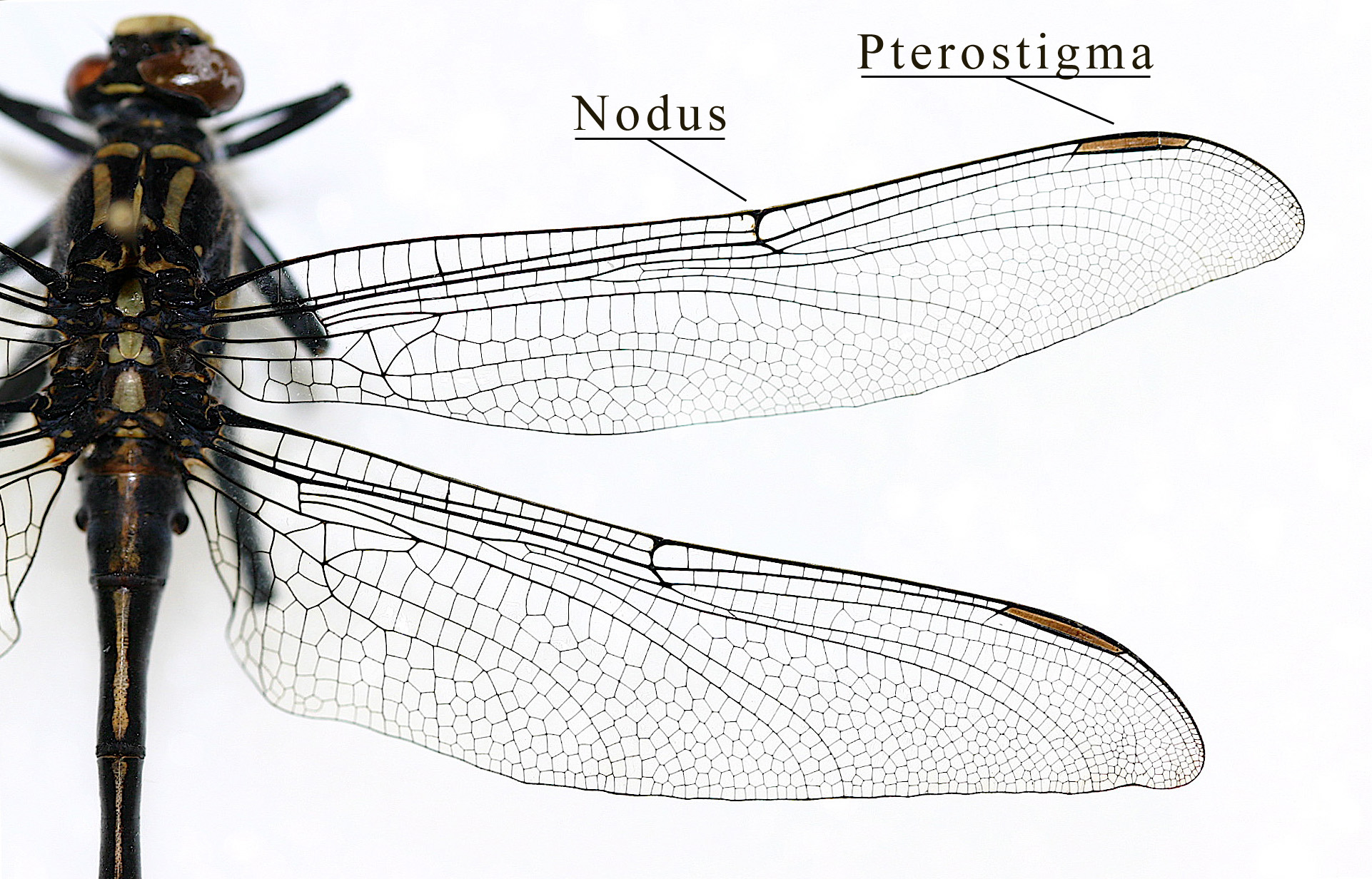
Velmi dokonalé křídlo vážek. Má množství žilek s uzlinami a často také plamku (stigma)

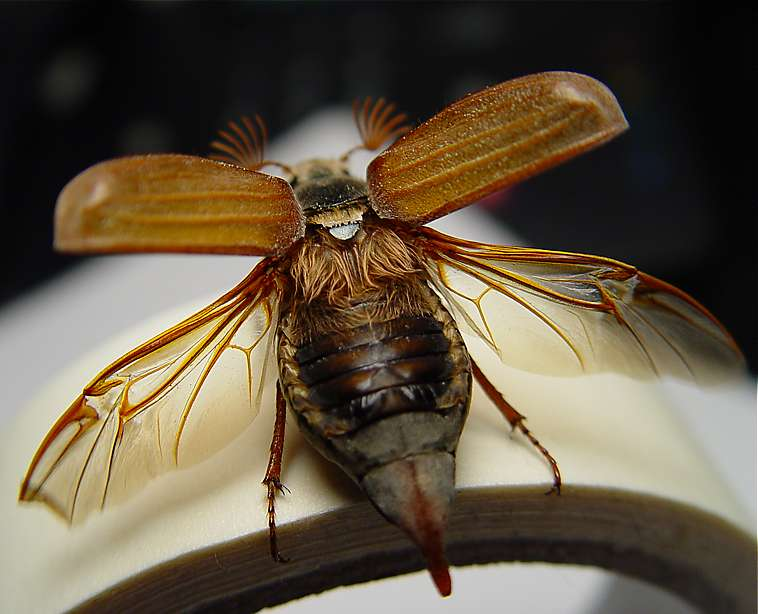
Chroust obecný, jeden pár se u něj změnil v tvrdé krovky, druhý pár jsou blanitá křídla

Křídla hmyzu jsou výrůstky hmyzí vnější kostry (exoskeletonu), které umožňují hmyzu létat. Není jasné, jak a proč se křídla u hmyzu vyvinula. Jedna teorie říká, že se křídla vyvinula z tergitů, hřbetních destiček tělních článků hmyzu. Druhá tvrdí, že křídla jsou modifikované zadečkové žábry (jako je známe od vodních najád jepic).

### Okřídlené skupiny a výjimky
Křídla se vyskytují u většiny zástupců hmyzí podtřídy křídlatí (Pterygota). Primitivním znakem bezkřídlých (Apterygota) je právě absence křídel. Naopak křídla druhotně ztratili i někteří křídlatí, jako například řád blechy (Siphonaptera) a Phthiraptera (luptouši, vši). Někdy se křídla redukují u jednoho pohlaví, většinou u samic, jako například u kodulkovitých (Mutillidae) a řásnokřídlých (Strepsiptera). U fíkovnicovitých (Agaonidae) zanikají křídla naopak u samečků. Dále zanikají u dělnic eusociálního hmyzu, např. termitů a mravenců.
Vzácně vznikají křídla jen v určité fázi životního cyklu, například u mšic, které právě prochází fází šíření (dispersal phase).

### Anatomie
Křídla hmyzu jsou výrůstky hmyzí vnější kostry (exoskeletonu), které umožňují hmyzu létat. Nachází se na druhém a třetím hrudním článku (mezothorax a metathorax). Většina hmyzu má na každém z článků jeden pár křídel, přední pár jsou přední křídla, zadní pár jsou zadní křídla (někdy jsou zadní zakrnělá).
Hmyzí křídla jsou vyztužená množstvím žilek s příčkami, které je spojují. Vzniklé "buňky" jsou pak často určovacím znakem a vodítkem pro evoluční biology. Plně funkční křídla vznikají až u dospělce, po posledním svlékání. Jedinou výjimkou jsou jepice (Ephemeroptera), jejichž předposlední instar (tzv. subimago) má rovněž vyvinutá křídla.
V klidu jsou křídla položená naplocho na tělo nebo jsou složená. Nejčastěji se však skládá jen zadní pár křídel, u některých skupin (sršňovití - Vespidae) se skládají křídla přední.

### Modifikace
Křídla hmyzu mají různé modifikace, mezi které patří polokrovky, krovky, krytky, třásně a haltery.

## Další skupiny „okřídlených“ organismů
I několik dalších zvířat si vyvinulo „křídla“. Jedním příkladem jsou létající ryby, jejichž křídla vznikla zvětšením ploutví. Další skupiny, především z australské zvířeny, jako například vakoveverkovití, vakoplšíkovití či kuskusovití, mohou pouze klouzat určitou vzdálenost a křídla v pravém smyslu nemají, pouze kožní blány.
V určitém slova smyslu si létání vyvinuly i některé rostliny, jejichž plody se rozšiřují vzduchem. Tento jev se nazývá anemochorie a uplatňuje se například u javorů (Acer), jejichž plody jsou křídlaté nažky.

## Mytologie
Z mytologických bytostí mají křídla například pegasové, andělé nebo draci.